# Ana Leza
Ana Leza (parfois créditée Ana Arana de Leza, Anita Lesa ou Ana Leza Banderas) est une actrice espagnole, née en 1962 à Madrid.

## Biographie
Ana Leza est la fille de l'actrice Concha Leza, (une autre source affirmant qu'elle est la fille de l'actrice Conchita Núñez (es)). Sa sœur, Elena, est mariée au réalisateur Achero Mañas ; Ana Leza est donc la tante de leur fille Laura, qui fait ses débuts comme actrice en 2019 sous pseudonyme de Gala Amyach.
Surtout connue pour avoir été la première épouse d'Antonio Banderas, Ana Leza interprète quelques rôles secondaires au cinéma et à la télévision dans les années 1980-1990, surtout dans des films où joue aussi son époux d'alors, comme Femmes au bord de la crise de nerfs ou Philadelphia. Elle a aussi joué au théâtre avec Núria Espert. Mariés le 27 juillet 1987 à l'église de San Nicolás (es) à Madrid, notamment en présence de Pedro Almodóvar et Carmen Maura, Antonio Banderas et Ana Leza divorcent en 1996 ou en 1995 selon les sources. Durant leur vie communue, elle reste dans l'ombre de Banderas et joue un grand rôle dans la gestion de la carrière de son mari. C'est elle qui lui apprend l'anglais, lui permettant ainsi de faire une carrière aux États-Unis. L'acteur estime notamment qu'il n'aurait jamais obtenu son rôle dans Les Mambo Kings sans l'aide d'Ana Leza qui lui a traduit le scénario. Dans les accords de divorce, après huit jours de procès, Ana Leza obtient leur maison à Madrid, une somme de 570 millions de pesetas (soit 3,4 millions d'euros) ainsi que 2,4 millions de pesetas par mois (un peu plus de 12 000 euros) pendant trois ans (ou jusqu'en 2000 selon une autre source), et 50% de tous les bénéfices futurs d'Antonio Banderas concernant les droits de celui-ci sur les 25 films dans lesquels il a joué entre 1987 et 1995. L'acteur paie aussi les frais de justice.
Ana Leza disparaît ensuite des écrans, ne tournant plus après leur séparation et se faisant même très discrète. Elle se remarie le 26 novembre 2000 à Santa Barbara (en Californie) avec le monteur Dharma Villareal (de son vrai nom Christopher Lee Villareal, d'origine mexicaine), avec Carmen Maura comme témoin. Jusqu'en 2004, elle vit avec lui et leurs deux filles à South Fallsburg, dans l'État de New York, puis dans des lieux variés : Madrid, Los Angeles ou Abou Dabi. Ana Leza et Dharma Villareal, adeptes de Siddha Yoga, se sont impliqués dans une fondation mystique nommée Siddha Yoga Meditation (SYDA). L'ex-actrice continue de gérer l'argent dont elle a bénéficé après son divorce. En 2003, elle a créé une entreprise de restauration à Madrid, Vinaya Dosa SL, mais l'affaire n'a pas réussi.

## Filmographie
Sauf indication contraire, les informations mentionnées dans cette section peuvent être confirmées par les bases de données cinématographiques IMDb et Allociné,  présentes dans la section « Liens externes ».

### Cinéma
- 1988 : Femmes au bord de la crise de nerfs (Mujeres al borde de un ataque de nervios) de Pedro Almodóvar : Ana, la voisine de Pepa
- 1988 : El placer de matar de Félix Rotaeta
- 1991 : Hay que zurrar a los pobres de Santiago San Miguel
- 1992 : Sublet de Chus Gutiérrez : Ana
- 1992 : La reina anónima de Gonzalo Suárez : l'intruse
- 1993 : Philadelphia de Jonathan Demme : une invitée (non créditée)
- 1994 : D'amour et d'ombres (Of Love and Shadows) de Betty Kaplan (en) : Evangelina

### Séries télévisées
- 1984 : Teresa de Jesús, épisodes Visita de descalzas et Vida
- 1987 : Lorca, muerte de un poeta (es), épisodes El amor oscuro (1925-1928) et El llanto (1929-1935)
- 1990 : La mujer de tu vida (es), épisode La mujer feliz : une agresseuse

### Documentaires
- 1991 : In Bed with Madonna d'Alek Keshishian : elle-même (non créditée)
- 2006 : El camino de Antonio Banderas de Jorge Ortiz de Landázuri (es), Pite Piñas et Isabel Lapuerta : elle-même (images d'archive)
- 2007 : Cómo conseguir un papel en Hollywood de Gonzalo Cabrera : elle-même